# Валя-Деїй
Валя-Деїй (рум. Valea Dăii) — село у повіті Муреш в Румунії. Входить до складу комуни Албешть.
Село розташоване на відстані 219 км на північний захід від Бухареста, 43 км на південний схід від Тиргу-Муреша, 116 км на південний схід від Клуж-Напоки, 84 км на північний захід від Брашова.

## Населення
За даними перепису населення 2002 року у селі проживали 4 особи.